# Gerd Dudenhöffer

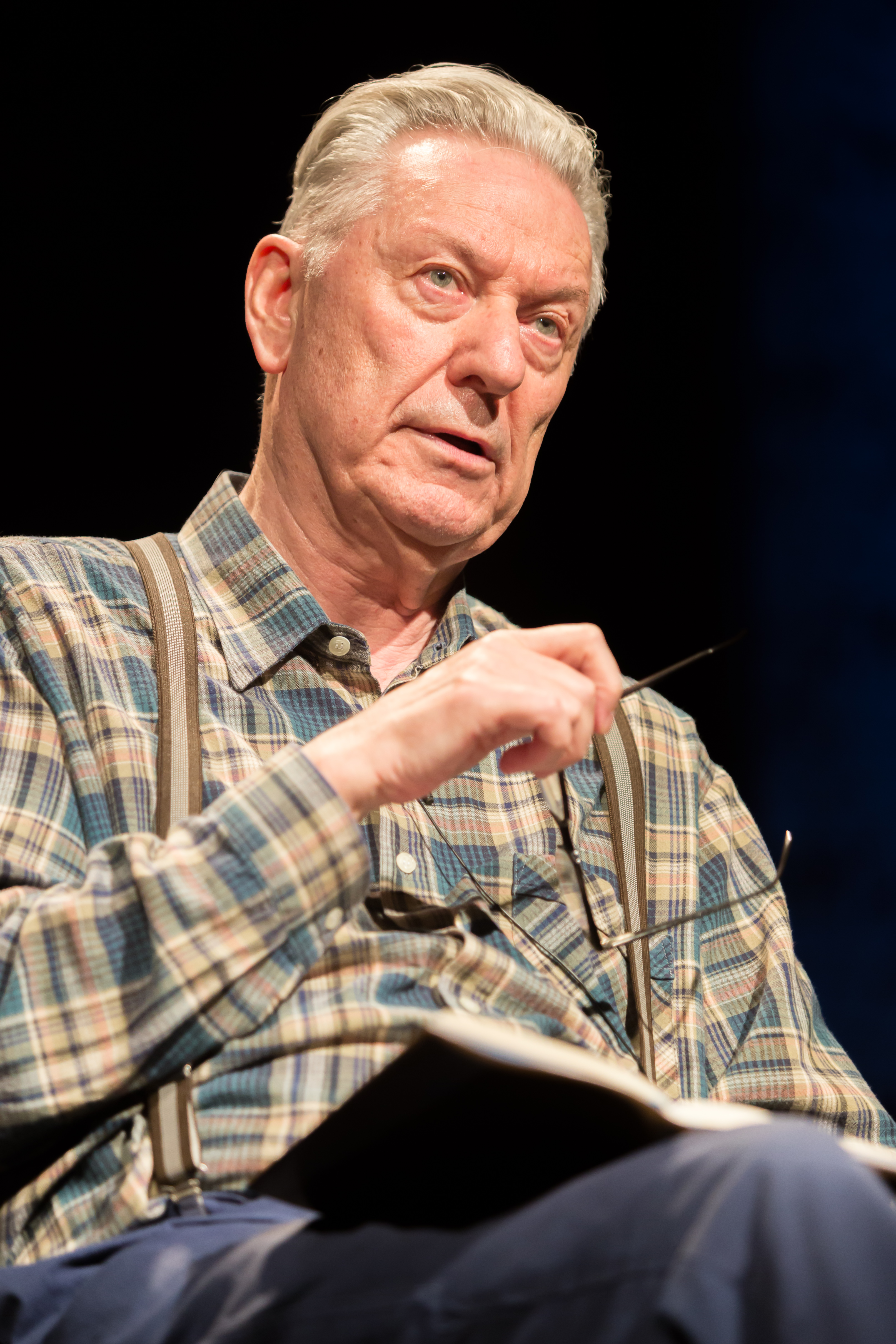
Gerd Dudenhöffer (2014)

Gerd Dudenhöffer (* 13. Oktober 1949 in Bexbach) ist ein deutscher Kabarettist, Schauspieler, Regisseur und Schriftsteller. Deutschlandweit bekannt wurde er mit der Bühnen- und Filmfigur Heinz Becker.

## Leben
Dudenhöffer studierte Grafikdesign in München und war anschließend als Grafiker tätig. Seit 1977 tritt er als Kabarettist auf. Von 1984 an wirkte er in der TV-Talkshow So isses als Jürgen von der Lippes Co-Moderator mit. 1985 erfolgte dann der erste Soloauftritt, bei dem er erstmals die von ihm geschaffene Kunstfigur Heinz Becker verkörperte. Seitdem tourt Dudenhöffer mit seinen Heinz Becker-Programmen durch ganz Deutschland. 1991 entstand analog dazu die Fernsehserie Familie Heinz Becker. Bis 2004 entstanden insgesamt sieben Staffeln mit jeweils sechs Folgen, die auch auf DVD erschienen. Dudenhöffer ist der Autor aller Folgen, zudem spielte er auch in der Serie die Hauptfigur Heinz Becker. Die Besetzung der Hilde wechselte zweimal, die des Stefan wechselte für die letzten beiden Staffeln. 1999 kam der Film Tach, Herr Dokter! – Der Heinz-Becker-Film in die deutschen Kinos. Eine weniger bekannte Figur von Dudenhöffer ist Herbert Laumann, die 1994 in einem halbstündigen Kurzfilm die Hauptfigur darstellte und auch in mehreren Folgen von Familie Heinz Becker kurze Gastauftritte hatte.
2024 stellte Dudenhöffer in seinem Bühnenprogramm Mo so Mo so erstmals sowohl Heinz als auch Hilde Becker dar.
2025 findet eine Neuauflage eines Heinz-Becker-Programms unter dem Titel DOD – Das Leben ist das Ende statt, in welchem die Figur Heinz Becker mit dem Verlust der Ehefrau Hilde zurechtkommen muss. Diese Tour war ursprünglich bereits für das Jahr 2019 geplant, musste dann aber 2020 nach wenigen Aufführungen aufgrund der Corona-Pandemie abgesagt werden. Viele Vorstellungen mit jeweils hunderten Plätzen sind bereits ausverkauft (Stand Juni 2025).
Im Oktober 2024 äußerte Dudenhöffer gegenüber dem Merkur, dass er sich vorstellen könne, dass „danach Schluss sei“, außer es käme ihm im Anschluss noch eine Idee für ein weiteres Bühnenprogramm, die ihn reize. DOD – Das Leben ist das Ende würde somit den Abschluss von Dudenhöffers Bühnenkarriere darstellen.

## Bühnenprogramme
Kabarett
- 1985: Ich brauch kenn Fernseh
- 1986: Tapetewechsel
- 1987: Kischde un Kaschde
- 1989: Amsel, Drossel, Fink und Heinz
- 1990: Heinz Pur
- 1992: Sie müsse entschuldiche!
- 1994: Heinz im Mond
- 1996: Waldmeister mit Beigeschmack
- 1998: Basta!
- 2003: Null und Richtig!
- 2005: WIƎDERSPRUCH
- 2007: OHNE KAPP… …undenkbar
- 2009: Kosmopolit
- 2011: Sackgasse
- 2013: Die Welt rückt näher
- 2015: Vita. Chronik eines Stillstandes
- 2017: Deja Vu
- 2019: DOD – Das Leben ist das Ende
(Aufführungen ab 2020 coronabedingt ausgefallen und auf 2025 verschoben)
- 2022: Deja Vu 2
- 2024: Mo so Mo so (Mal so mal so)
- Ab 2025: DOD – Das Leben ist das Ende

Theater
- 2001: Familie Heinz Becker zeigt: Zwei nach Hawaii

## Film und Fernsehen
Filme
- 1988: Starke Zeiten
- 1991: Pappa ante portas (Kurzauftritt als Kellner)
- 1994: Laumann, Herbert Laumann (Herbert Laumann) (ARD-Beitrag zur Goldene Rose von Montreux)
- 1999: Tach, Herr Dokter! – Der Heinz-Becker-Film (Heinz Becker)

Serien
- 1984: Episode Evangelisch in der Serie Geschichten aus der Heimat[3]
- 1984–1989: So isses
- 1992–2004: Familie Heinz Becker

Dokumentationen
- 2017: Familie Heinz Becker – Lachgeschichten (SWR Fernsehen)

## Diskografie

### Alben
- 1982: Saarbrettl (Sampler mit zwei Stücken von Gerd Dudenhöffer: Prof. Dr. Laber und Der Studiogast)
- 1982: Um 12 werd geß!
- 1984: Ich kenne mei Leit
- 1984: Der Witz
- 1986: Ich brauch kenn Fernseh
- 1987: Tapetewechsel
- 1992: Heinz Becker
- 1992: 100% Heinz
- 1994: Sie müsse entschuldiche
- 1995: Heinz im Mond
- 1997: Waldmeister mit Beigeschmack
- 1999: Basta!
- 2005: Null und Richtig!

### Videoalben
- 1994: Sie müsse entschuldiche (Kabarett)
- 1996: Heinz im Mond (Kabarett)
- 1997: Waldmeister mit Beigeschmack (Kabarett)
- 1999: Tach, Herr Dokter! – Der Heinz-Becker-Film (Film)
- 2004: Zwei nach Hawaii (Kabarett)
- 2006: Familie Heinz Becker – 2. Staffel (Serie)
- 2007: Familie Heinz Becker – 3. Staffel (Serie)
- 2007: Familie Heinz Becker – 4. Staffel (Serie)
- 2007: Familie Heinz Becker – 5. Staffel (Serie)
- 2007: Familie Heinz Becker – 6. Staffel (Serie)
- 2007: Familie Heinz Becker – 7. Staffel (Serie)
- 2007: Familie Heinz Becker – Alle Jahre wieder (Kurzfilm)
- 2007: Familie Heinz Becker – 1. Staffel (Serie)
- 2008: Basta! (Kabarett)
- 2008: Null und Richtig! (Kabarett)
- 2008: WIƎDERSPRUCH (Kabarett)

### Hörspiele und -bücher
- 1988: Lyoner 1 antwortet nicht (Hörspiel, SR, Doppel-LP und CD), Regie: Manfred Sexauer
- 1989: Lyoner 2 kennt keine Grenzen (Hörspiel, SR, Doppel-LP und CD), Regie: Manfred Sexauer
- 1995: Unser Keenich I, Geschichten aus einem unwahrscheinlich saarländischen Königshaus von Claus Zewe (Hörspiel, SR, LP und CD), Regie: Manfred Spoo
- 1995: Unser Keenich II (Hörspiel, SR, LP und CD), Regie: Manfred Spoo
- 1995: Unser Keenich III (Hörspiel, SR, LP und CD), Regie: Manfred Spoo
- 2006: Die Reise nach Talibu (3 CD). Eine Erzählung, Handwerker Promotion, ISBN 978-3-00-020326-8.

## Auszeichnungen
- 1994: Telestar für die beste Comedy-Serie: Familie Heinz Becker
- 1997: Saarländischer Verdienstorden[4]
- 1997: Goldene Europa des SR: erfolgreichste Comedy-Serie in der ARD: Familie Heinz Becker
- 2004: Deutscher Comedypreis: Beste Comedy-Serie: Familie Heinz Becker
- 2006: Friedestrompreis[5]
- 2015: Deutscher Kleinkunstpreis (Ehrenpreis)

## Trivia
- 1991 hatte Dudenhöffer einen Gastauftritt als Kellner in Loriots Kinofilm Pappa ante portas.
- 1998 veröffentlichte Dudenhöffer eine Sammlung humorvoller Gedichte mit dem Titel Opuscula, gefolgt von Opuscula Nova 2001.
- Die Episode Alle Jahre wieder der Serie Familie Heinz Becker läuft seit mehreren Jahren im Ersten und auch verschiedenen dritten Programmen im Vorabendprogramm an Heiligabend.
- Im als Buch veröffentlichten Drehbuch des Films Tach Herr Dokter sind Szenen zu lesen, die nicht im Film selbst enthalten sind.